# 黒田長溥
黒田 長溥（くろだ ながひろ）は、江戸時代後期の大名、明治時代の華族。筑前国福岡藩11代藩主。養父斉清と同じく蘭癖大名であり、藩校修猷館を再興させたことで知られる。

## 生涯
文化8年（1811年）3月1日、薩摩藩主・島津重豪と側室・牧野千佐との間に重豪の十三男として生まれる。千佐は家臣の家で働く身分の女性だったが、重豪も圧倒されるほどの大柄で大酒飲みだったと言われ、惚れ込んだ重豪の求めによって側室となった。そんな母の血を継いだ長溥もまた大柄であった。2歳年上の大甥・斉彬とは兄弟のような仲であったという。

### 黒田家入り
文政5年（1822年）、第10代福岡藩主・黒田斉清と正室・宝林院（二条治孝の娘）の娘・純姫と婚姻、婿嗣子となる。養父同様、将軍徳川家斉の偏諱を授かって黒田斉溥と称した（家斉は斉溥からみて養父の伯父、また姉の広大院が家斉の御台所であることから義兄にあたる）。天保5年（1834年）11月6日、斉清の隠居により家督を相続した。就任後は実父の重豪に倣って近代化路線を推し進めた。現在は歓楽街で有名な中洲の一部である博多岡崎新地に、精練所と反射炉を建設した。次いで見込みのある藩士を積極的に出島へ派遣し、西洋技術の習得に当たらせた。藩士たちの一部から福岡県で最初の時計屋や写真館を開く者が現れた。蘭癖と称された斉溥の西洋趣味はこれに留まらず、オランダ人指導の下、蒸気機関の製作にも取り組んだ。他にも医術学校の創設や種痘の実施、領内での金鉱・炭鉱開発を推進したが、鉱山関連に関しては様々な困難や妨害に遭い、当時の日本における石炭を使った産業を育成しようとしたが、当時は技術がそれほど進んでおらず道半ばであった。
嘉永元年（1848年）11月、伊勢津藩主・藤堂高猷の三男・健若（のち慶賛、長知）を養嗣子とする。嘉永3年（1850年）、実家島津家の相続争い（お由羅騒動）に際し、斉彬派の要請に応じて、老中・阿部正弘、宇和島藩主・伊達宗城、福井藩主・松平慶永らに事態の収拾を求め、翌嘉永4年（1851年）にその仲介に努め、斉彬の藩主相続を決着させた。

### ペリー来航
嘉永5年（1852年）11月、福岡藩・佐賀藩・薩摩藩は、幕府からペリー来航予告情報を内達される。福岡・佐賀は長崎警備の任にあり、薩摩は琉球王国を服属させていたことから、外交問題に関係が深かったためである。情報を受けた斉溥は同年12月、徳川幕府に対して建白書を提出した。それは幕府の無策を批判し、ジョン万次郎の登用や海軍の創設を求めるものであった。一大名が堂々と幕府批判を行うということは、前代未聞の行動であった。結局建白書は黙殺され、その主張が採用されることはなかったが、斉溥や藩家老の黒田増熊が処分を受けることもなかった。
安政元年（1853年）7月、ペリー艦隊の来航を受けた幕府の要請に応じて、再度請願書を提出。その中で彼は、蒸気船を主力とする海軍による沿岸防衛の強化、貿易の開放とヨーロッパやアメリカからの高度な技術の導入、アメリカ、ロシア、またはスペインと同盟してイギリスやフランスと競争することを提唱しました。
安政6年（1859年）には、再来日したシーボルトによる解剖学の講義を受け、死体を直接手にとってもいる。
元治元年（1864年）、参議となり、筑前宰相と呼ばれる。

### 乙丑の変とその後

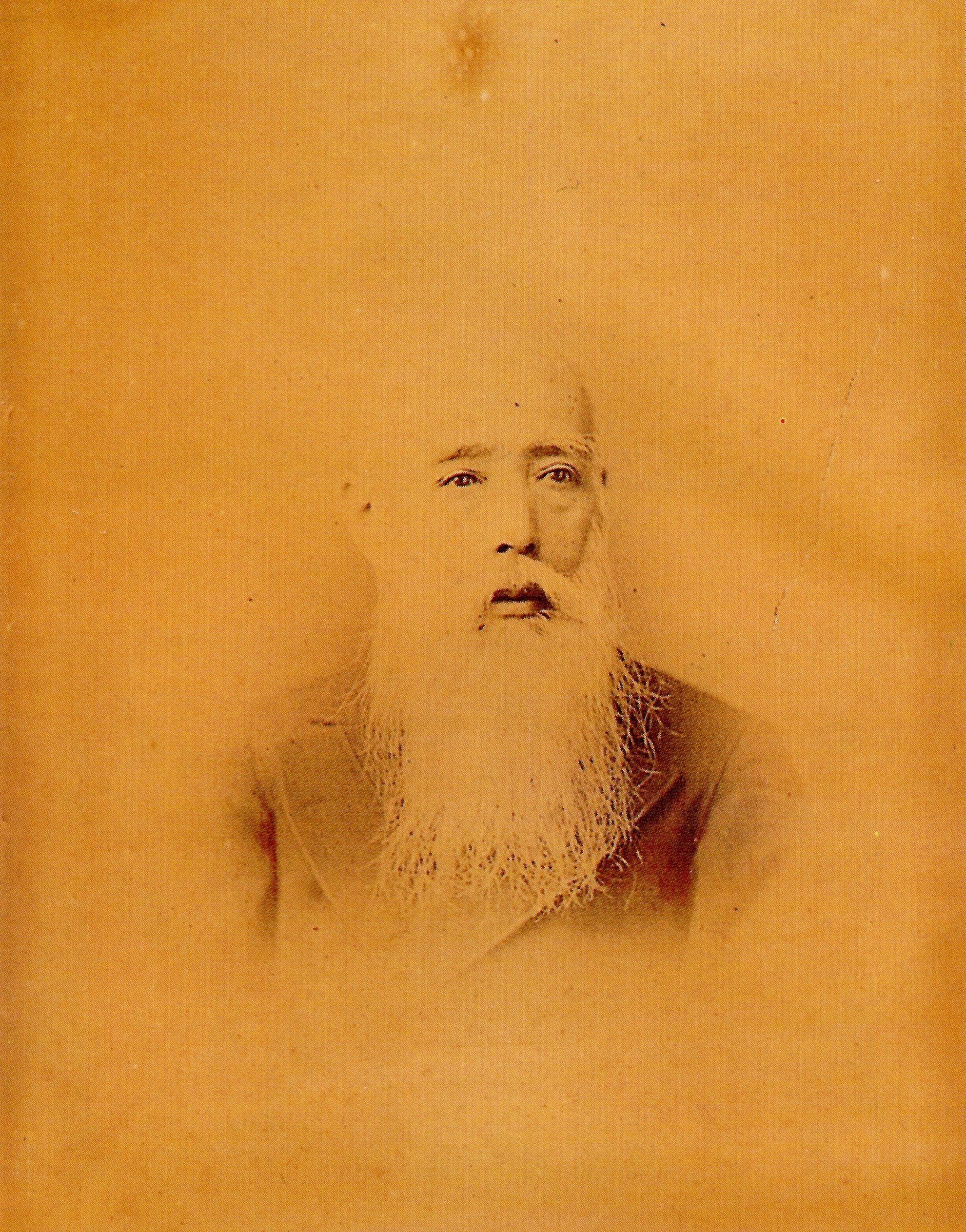
黒田長溥写真（福岡市博物館蔵）

斉溥は斉彬と同様、幕府に対しては積極的な開国論を述べている。慶応元年（1865年）、藩内における過激な勤王志士を弾圧した（乙丑の獄）。しかしその後は薩摩藩と長州藩、そして幕府の間に立って仲介を務めるなど、幕末の藩主の中で大きな役割を果たしている。斉彬派だったために様々な辛苦を受けた西郷隆盛は、斉溥に助けられた一人である。弾圧事件の前後から月代を剃らなくなり、また顎鬚も伸ばし放題にした。杉山茂丸らとも交流がある。
明治初期ごろ、名を長溥（ながひろ）と改めた。明治2年（1869年）2月5日には隠居して、養嗣子の長知に家督を譲っている。長知が岩倉使節団に随って海外留学する際に、金子堅太郎と團琢磨を出し、長知に随行させた。團は、かつて長溥が行った種痘の実験で長男を死なせた側近・神屋宅之丞の四男で、無残な結果を悔やんだ長溥の、神屋に対する詫びとしての指名だったとも言われている。
明治18年（1885年）、金子堅太郎の献策を採用し、旧福岡藩士との協議の末、黒田家の私学・藤雲館の校舎・什器一切を寄付し、旧福岡藩校修猷館を福岡県立修猷館（現福岡県立修猷館高等学校）として再興する。明治20年（1887年）3月7日、東京赤坂の黒田本邸にて77歳で死去した。墓所は青山霊園、高野山奥の院（三代藩主黒田光之墓所隣）。

## 年譜
日付は旧暦（明治5年以前）

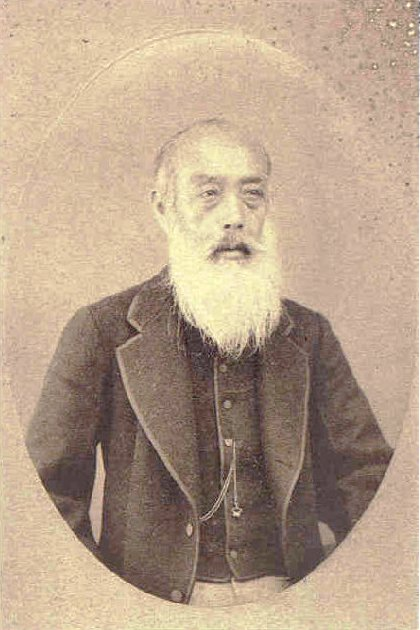
黒田長溥

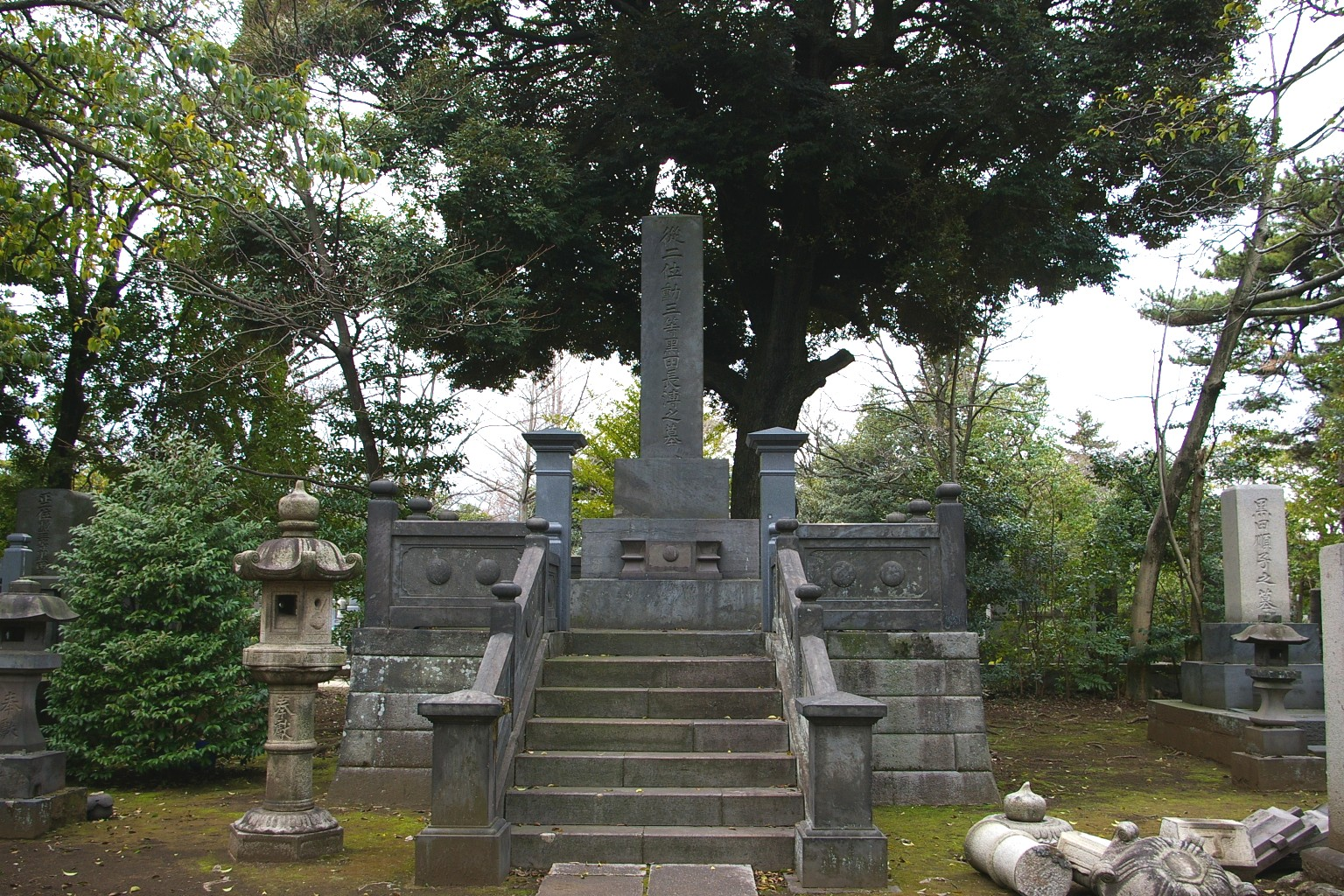
従二位勲三等黒田長溥之墓

- 1822年（文政 5年）12月21日、養嗣子となり、官兵衛長溥と称す。
- 1825年（文政8年）1月18日、従四位下に叙し、美濃守に任ぜられ、征夷大将軍徳川家斉の諱一字と松平の苗字を賜わり、斉溥と改める。
- 1830年（天保 元年）12月16日、侍従に任官し、美濃守の兼帯留任。
- 1834年（天保5年）11月6日、家督を相続し、筑前国福岡藩主となる。
- 1848年（嘉永 元年）12月16日、左近衛権少将に転任し、美濃守の兼帯留任。
- 1860年（万延 元年）12月28日、左近衛権中将に転任し、美濃守の兼帯留任。
- 1864年（元治 元年）4月18日、参議任官。
- 1868年（慶応 4年）2月29日、諱を長溥に戻す。
- 1869年（明治 2年）2月5日、家督を世継ぎの長知に譲り、隠居となる。
- 1877年（明治10年）9月8日、正四位に昇叙。
- 1878年（明治11年）6月23日、従三位に昇叙。
- 1881年（明治14年）9月1日、麝香間祗候となる。
- 1882年（明治15年）9月15日、勲三等に叙せられ、旭日中綬章を授かる。
- 1887年（明治20年）3月7日、従二位に昇叙し、同日薨去。

## 系譜
- 父：島津重豪
- 母：牧野千佐
- 養父：黒田斉清
- 正室：純姫、昌光院 - 黒田斉清の長女
- 側室：竹内氏 - 1男2女
- 側室：台（だい） - 2男2女
- 養子
  - 男子：黒田長知 - 藤堂高猷の三男
  - 女子：銈姫 - 四条隆謌室、奥平昌高の娘
- 養子：儀姫 - 松平慶倫室、奥平昌暢の娘